# 库伦 (古希腊人物)
库伦（英語：Cylon of Athens），（？—前632年）。古希腊人，雅典贵族。
库伦是墨加拉僭主狄亚根的女婿，雅典名流。约公元前640年在奥林匹亚竞技中得过锦标。于約公元前7世纪引发了一场重要的历史事件。因与贵族政见不和，他在岳父的帮助下，企图利用平民反对贵族的斗争，联合其支持者试图发动政变，夺取政权，实行僭主政治。前632年，乘宙斯节日民众群集之机，聚集武装，举行暴动。后來遭到镇压，他逃亡外地，同伙多被杀。后被拘捕及受到审判，根据古罗马历史学家普鲁塔克的相关记载，他于同年被处决。其事迹亦载于古希腊历史学家希罗多德与修昔底德的著述之中。

## 扩展阅读
- Pomeroy, S.; & Burstein, S (2004). A Brief History of Ancient Greece. Oxford University Press. ISBN 0-19-515681-1